# Consejo de Resistencia para la República
El Consejo de Resistencia para la República (en francés: Conseil de la résistance pour la République; CRR) es un grupo fundado por el exlíder rebelde Rhissa Ag Boula que tiene como objetivo derrocar el Consejo Nacional para la Salvaguardia de la Patria y restaurar a Mohamed Bazoum como presidente de Níger tras su derrocamiento por los militares en el golpe de Estado nigerino de 2023 en julio. Apoya la intervención internacional de la CEDEAO y de otros actores para lograrlo.

## Formación
El grupo fue fundado el 9 de agosto de 2023 por Rhissa Ag Boula, exlíder del grupo rebelde Frente para la Liberación de Aïr y Azaouak (FLAA) que participó en dos rebeliones del pueblo tuareg en los años 1990 y 2000, que acusó a los nigerinos de junta militar de orquestar una «tragedia», en referencia a su golpe contra Bazoum. Otro miembro del CRR dijo que varias figuras políticas nigerinas se habían unido al grupo pero se negaron a hacerlo públicamente por razones de seguridad.